# Конте (Па де Кале)
Конте (фр. Comté) насеље је и општина у североисточној Француској у региону Север-Па де Кале, у департману Па де Кале која припада префектури Арас.
По подацима из 2011. године у општини је живело 825 становника, а густина насељености је износила 124,43 становника/km². Општина се простире на површини од 6,63 km². Налази се на средњој надморској висини од 91 метар (максималној 193 m, а минималној 70 m).

## Демографија
| 1962. | 1968. | 1975. | 1982. | 1990. | 1999. | 2011. |
| ----- | ----- | ----- | ----- | ----- | ----- | ----- |
| 734   | 735   | 734   | 685   | 755   | 783   | 825   |

График промене броја становника у току последњих година